# Ранги значного військового товариства
Ранги значного військового товариства — ієрархічна структура неурядової старшини Гетьманщини (із середини 17 ст. до 1780-х рр.). Виникнення та еволюція Р.з.в.т. засвідчили типологічну схожість українського нобілітету раннього Нового часу з іншими елітами Центральної Європи. Процеси, завдяки яким постала Гетьманщина, були направлені проти панування шляхетства Речі Посполитої і, одночасно, на встановлення влади нового нобілітету із середовища козацької старшини. Вивищення військово-політичної верхівки Гетьманщини проходило двома шляхами: поверненням до традиційного шляхетського статусу та творенням самобутньої системи Р.з.в.т. Ще О.Єфименко відмітила, що епітети «старшого», «меньшего» постійно супроводжували слово «товариство». «Старшое» становили багаті, енергійні, освічені, досвідчені, й саме вони займали посади у Війську Запорозькому та поступово обзаводилися правами та привілеями, які мала шляхта Речі Посполитої. Зародження, формування й еволюція Р.з.в.т. належали до внутрішнього процесу розвитку української державності раннього Нового часу. Від початку існування Гетьманщини ієрархія Р.з.в.т. конкурувала зі шляхетською моделлю суспільства Речі Посполитої. У сфері суспільно-політичних уявлень світської інтелектуальної еліти Гетьманщини ієрархія Р.з.в.т. була представлена козацькою ідеєю, а прагнення досягнення статусу нобілітету Речі Посполитої — шляхетською.
У 2-й половині 17 ст. значна частина козацтва позначала свій ранг неусталеними термінами: «військовий товариш», «знатний військовий товариш», «значний товариш полку», «значний товариш сотні», «значний і заслужений військовий товариш», «славетний і значний військовий товариш» та ін. Новим етапом розвитку Р.з.в.т. стало гетьманування І.Самойловича та І.Мазепи. Стабільність у лівобережній Гетьманщині з 1680-х рр. привела до усталення соціальних норм. За соціально-економічним, політико-культурним та юридичним критеріями Гетьманщина уподібнилася до країн Центральної Європи. Добі І.Мазепи належить утвердження інституту знатного (значного) військового товариства. У перше десятиліття 18 ст. стала показовою зверхність значних військових товаришів над рештою. У цей час із значних та знатних військових товаришів обирали генеральну старшину і полковників. Володарів Р.з.в.т. записували в реєстр, а коли вони отримували уряд, їх, як правило, викреслювали. Носії цих рангів урівнювалися зі старшиною і могли при нагоді заміщати відповідні посади. Ця ієрархія долучених до влади людей закріпила існування спадкової знаті, що відмежовувалася від решти козацтва шляхом здобуття «привілеїв», найголовнішими з яких були доступ до рангових земель та судовий імунітет. На 1720—30-ті рр. значне військове товариство почало перетворюватися на чітку ієрархічну структуру: бунчукові товариші, військові товариші та значкові товариші. За представниками найзаможніших і найвпливовіших родин Гетьманщини закріпилася назва «бунчукові товариші». Ранг бунчукового товариша вперше запроваджено І.Самойловичем, однак лише після смерті І.Скоропадського статус бунчукових товаришів став найвищим у значному військовому товаристві. На 1763 із 139 бунчукових товаришів, які служили, у Стародубському полку налічувалося 41, Чернігівському полку — 33 та Ніжинському полку — 21, що свідчило про розвиненість інституції значного військового товариства в пн. регіонах, де збереглася шляхетська організація суспільства ще з часів Речі Посполитої.
На середньому щаблі ієрархії Р.з.в.т. перебували військові товариші. Ранг військового товариша надавався за рекомендацією полковника Генеральній військовій канцелярії (Малоросійській колегії). Цей ранг був майже обов'язковою сходинкою для синів генеральної та полкової старшини та бунчукових товаришів, більшість з яких розпочинали військову службу зі здобуттям цього чину. Ранг військового товариша здобували ті, хто побував на урядах полкової старшини, сотників, сотенної старшини. За критерієм майнового статусу військові товариші були неоднорідною соціальною групою, і їхня чисельність не була сталою.
Найчисельніший щабель становили значкові товариші, які з диференціацією значного військового товариства зайняли найнижчий ранг у структурі останнього. Становище значкових товаришів у 2-й пол. 18 ст. змінилося: якщо раніше їхній статус відрізняв їх від рядового козацтва, то тепер він прирівнювався до молодшого офіцерського звання.
Перелічені ранги передбачали окреслені права та обов'язки. В обмін за різні види державних служб значне військове товариство мало привілеї. Найціннішим із точки зору тодішнього сусп-ва було право володіти маєтками, на яких селяни несли «послушенство». Власники Р.з.в.т. мали судові прерогативи. Справи бунчукових і військових товаришів розглядалися в найвищому судовому органі — Генеральному військовому суді. Усі володарі Р.з.в.т. мали імунітет від будь-яких позовів судів нижчого рівня. Крім того, бунчукові та військові товариші могли впливати на політичне рішення через Раду старшин.
У 1763 в Гетьманщині було 221 (із них 139 служили) бунчуковий, 329 (239 служили) військових, 722 (548 служили) значкові товариші. Загалом неурядова старшина налічувала 1275 осіб, із них служили 1006 (79 %). У 2-й пол. 1760-х рр. змінилося ставлення до інституції значного військового товариства. Членство у військовому товаристві з ліквідацією Гетьманщини (1764) почали розглядати як почесний чин. Козацька старшина поєднувала перебування у значному військовому товаристві з іншими посадами. Більше того, у наступні 1770-ті рр. в реєстр значного військового товариства почали записувати дітей подібно до практики російських дворян. Це свідчило, що світські інтелектуали та козацька еліта почали переймати цінності соціального життя російського дворянства. Однак це суперечило організації та призначенню значного військового товариства. 24 грудня 1784 вийшов царський указ про припинення надання козацьких рангів, а наявні — перейменовувалися на російські табельні чини (див. Табель про ранги 1722).